# 도가네선
도가네선(일본어: 東金線, とうがねせん)은 동일본 여객철도의 철도 노선 가운데 하나이다. 오아미역과 나루토역을 잇는다.

## 운행 형태
나루토 ~ 오아미 구간을 왕복 운행하는 열차와 오아미 쪽에서 소토보 선 지바역까지 직결 운행하는 열차가 있다. 출퇴근 시간대에는 소토보 선을 거쳐 게이요 선 도쿄역까지 직결 운행하는 열차도 있다.

## 차량

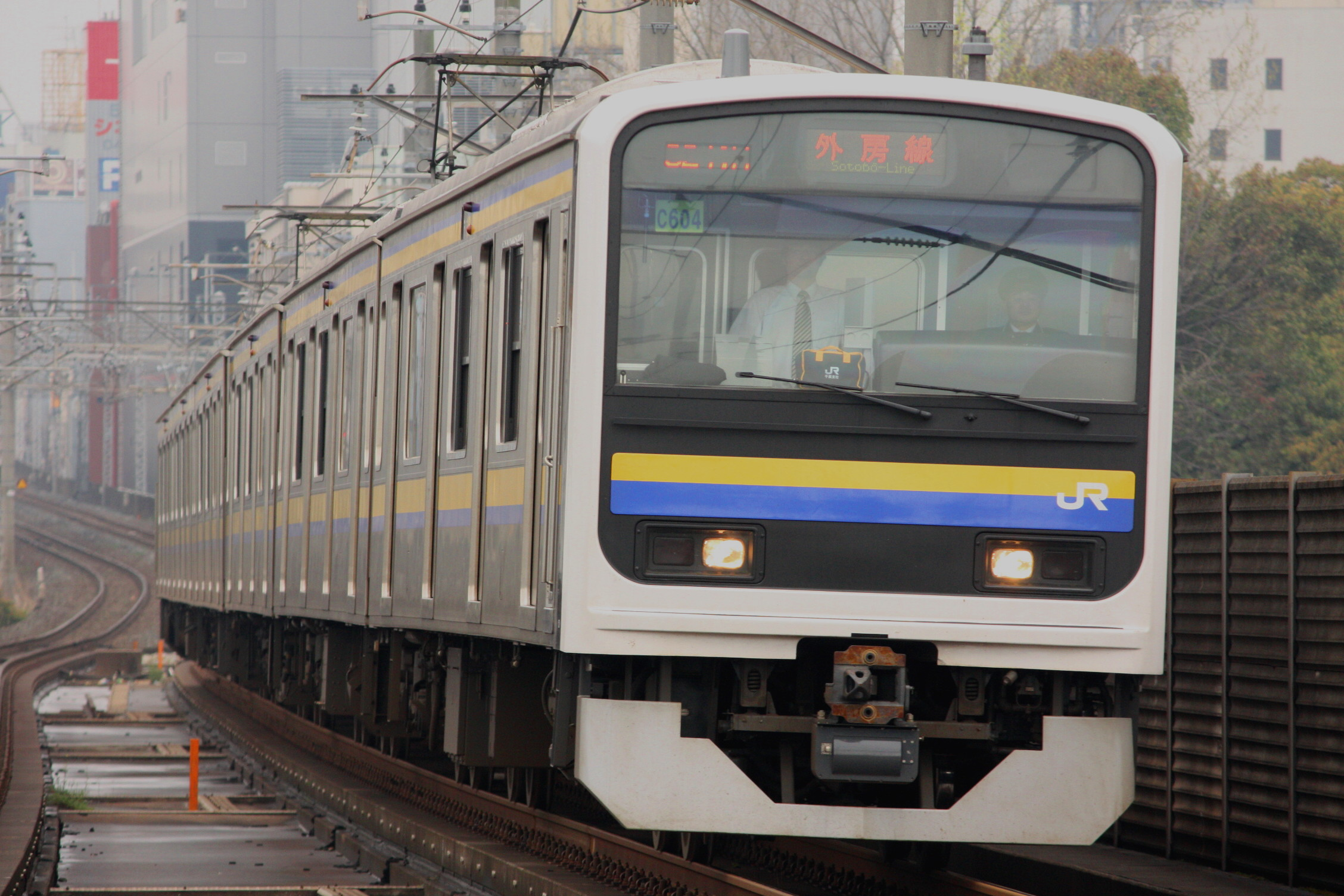
209계
- E233계(게이요 선 열차)

- 209계

## 역 목록
| 역명       | 일어 역명 | 접속 노선 | 역간 거리 | 영업 거리 | 소재지   | 소재지           |
| ---------- | --------- | --------- | --------- | --------- | -------- | ---------------- |
| 오아미     | 大網      | 소토보 선 | -         | 0.0       | 지 바 현 | 오아미시라사토시 |
| 후쿠타와라 | 福俵      |           | 3.8       | 3.8       | 지 바 현 | 도가네시         |
| 도가네     | 東金      |           | 2.0       | 5.8       | 지 바 현 | 도가네시         |
| 구묘       | 求名      |           | 3.8       | 9.6       | 지 바 현 | 도가네시         |
| 나루토     | 成東      | 소부 본선 | 4.2       | 13.8      | 지 바 현 | 산무시           |